# Picture Butte
Picture Butte är en ort i Kanada.   Den ligger i provinsen Alberta, i den södra delen av landet, 2 800 km väster om huvudstaden Ottawa. Picture Butte ligger 906 meter över havet och antalet invånare är 2 175.
Terrängen runt Picture Butte är platt. Runt Picture Butte är det mycket glesbefolkat, med 3 invånare per kvadratkilometer.. Picture Butte är det största samhället i trakten.
Trakten runt Picture Butte består till största delen av jordbruksmark.